# Otto Christoph von Podewils

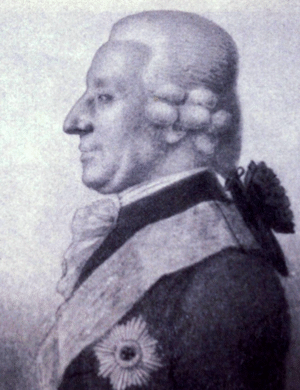
Otto Christoph von Podewils

Otto Christoph Graf von Podewils (* 16. April 1719 in Kolberg; † 12. März 1781 in Gusow) war ein königlich preußischer Gesandter und Etatsminister.

## Familie
Otto Christoph Graf von Podewils entstammte dem namhaften, in Pommern schlossgesessenen Adelsgeschlecht  von Podewils.
Seine Eltern waren der königlich preußische Regierungsrat Adam von Podewils (* 1687; † 1731), Erbherr auf Wusterwitz und die Diana Magdalena von Wachholtz (* 1698; † 1752), Tochter des kurbrandenburgischen Oberkammerjunkers Georg Christoph von Wachholtz (* 1646; † 1716) und der Generalstochter Maria Sophie Augusta von Dewitz (* 1679; † 1698).
Podewils vermählte sich mit Sophie Amalie Albertine von der Marwitz (* 1718; † 1784) der Tochter des Generals Heinrich Karl von der Marwitz (* 1680; † 1744) und der Albertine Eleonore von Wittenhorst (* 1693; † 1721).
Aus der Ehe gingen zwei Söhne hervor:
- Friedrich Heinrich Graf von Podewils (* 1746: † 1804), königlich preußischer Oberhofmarschall, Landrat und brandenburgischer Gutsbesitzer
- Carl Alexander Graf von Podewils (* 1749; † 1756)

## Leben
Bereits im Alter von etwa 20 Jahren trat Podewils in den preußischen Staatsdienst und wurde mit auswärtigen Angelegenheiten betraut. Nach der Rückkehr von einem zweijährigen Aufenthalt als Legationssekretär in Sankt Petersburg wurde er am 6. November 1741 in Breslau anlässlich der Huldigung Friedrichs des Großen durch die schlesischen Stände, gemeinsam mit seinen Vettern Heinrich von Podewils (* 1696; † 1760), Erbherr auf Krangen und königlich preußischer Wirklicher Geheimer Staatsminister, Adam Joachim von Podewils (* 1697; † 1764), Erbherr auf Varzin und nachmaliger königlich preußischer Generalmajor, sowie Otto Friedrich Christoph von Podewils (* 1702; † 1760), Erbherr auf Wussow in den erblichen preußischen Grafenstand erhoben.
Danach war Podewils preußischer Gesandter in Den Haag. Mehrmals traf er in dieser Funktion mit dem König zusammen, um Bericht zu erstatten oder Order zu empfangen, so auch nach Aachen und Kleve im Jahre 1742 oder in Bad Pyrmont im Jahre 1744. Friedrich II. war mit der Arbeit Podewils sehr zufrieden, so dass Podewils bei diesem Treffen über mehrere Tage den König begleitete.
Nach dem Zweiten Schlesischen Krieg ernannte der König ihn 1746 zum Etatsminister und sandte ihn als Diplomaten nach Wien. Hier hatte Podewils auf Befehl des Königs – neben den schwierigen und heiklen diplomatischen Tätigkeiten – Charakteristiken der Wiener Hofgesellschaft, des Kaiserpaares, der Minister und von anderen zu entwerfen. 1748 dachte Podewils bereits an einen Rückzug, jedoch erst nach einem Schlaganfall im Jahre 1750 entließ ihn Kaiserin Maria Theresia mit einer Abschiedsaudienz 1751, und er konnte nach Preußen zurückkehren. Während seine diplomatische Mission angesichts bedingt bestehender Ressentiments zwischen Preußen und Habsburg schier unlösbar war, zeichnete sich Podewils bei der Erstellung der  Charakteristiken der Wiener Hofgesellschaft durch bestechenden Feinsinn und Beobachtungstiefe aus.

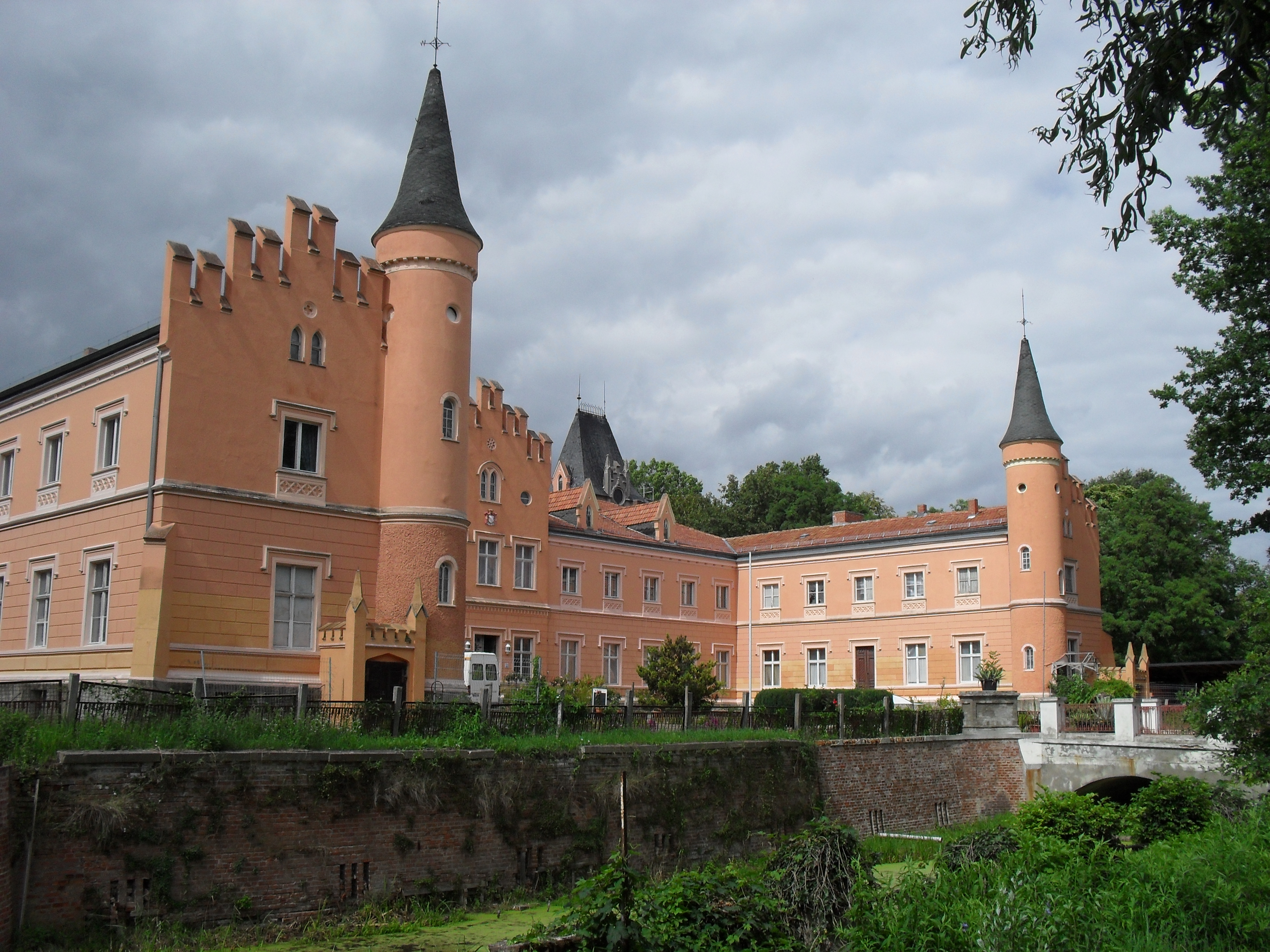
Schloss Gusow mit den von Podewils angelegten Flügeln

Podewils zog sich mit seiner Familie auf seine märkischen Güter zurück, ließ das Gusower Schloss umbauen und erweitern sowie den Park in seiner heutigen Größe, allerdings noch in barocken Formen, nach französischem Vorbild anlegen.
Gemeinsam mit seiner ebenfalls vielseitig interessierten Gattin baute Podewils eine umfangreiche Bibliothek auf. Auch wurden vom gräflichen Paar wertvolle Sammlungen  – mit Gemälden von Antoine Pesne, Rembrandt, Cranach und Martin van Meytens, oder wissenschaftlich-technische Instrumente und Naturalien wie Muscheln, Steine, Pflanzen und präparierte Tiere – angelegt. Ebenfalls wurden in Gusow und Platkow gefundene Altertümer, wie Urnen und Grabbeigaben, untersucht und aufbewahrt.
Der Gelehrte Johann III Bernoulli besuchte auf seinen Reisen auch Schloss Gusow und berichtete ausführlich über Geschichte, Wirtschaft sowie Schloss und Park.

„Auf dem Hofe des Schlosses selbst gelanget man durch eine schöne zwischen Kohl und Baumgärten gehende lange Auffahrt, und über eine Brücke; das schöne Gebäude ist von dem Itzigen Besitzer größtenteils neu aufgeführt, und in den jetzigen herrlichen Stand gesetzt worden.“

Mit Bernoulli unternahm Podewils auch eine Reise nach Hinterpommern. Um das Jahr 1780 war Podewils krankheitsbedingt bereits stark eingeschränkt, sodass sein verbliebener Sohn ihm  häufiger zur Seite stehen musste. Mit dem Tod der Witwe und Mutter im Jahre 1784 trat der Sohn das Erbe auf Gusow und Platkow an.

## Schriften
- Der Wiener Hof in den Jahren 1746, 1747 und 1748: diplomatische Relationen des Grafen von Podewils, bevollmächtigten Minister in Wien an Friedrich II. König von Preussen, Cabinetsschreiben des Königs.
- Friedrich der Grosse und Maria Theresia: diplomatische Berichte. Verlag R. v. Decker, 1937 (online)